# Mõisaküla (Kiili)
Mõisaküla is een plaats in de Estlandse gemeente Kiili, provincie Harjumaa. De plaats heeft de status van dorp (Estisch: küla).

## Bevolking
Het dorp had 191 inwoners op 31 december 2011 en 207 inwoners op 31 december 2021.